# Lernaeopodina longimana
Lernaeopodina longimana is een eenoogkreeftjessoort uit de familie van de Lernaeopodidae. De wetenschappelijke naam van de soort is voor het eerst geldig gepubliceerd in 1869 door Olsson.